# Georges Beuret
Pour les articles homonymes, voir Beuret.
Georges Beuret est un militaire français, général de brigade sous le Second Empire, né le 15 janvier 1803 à Larivière, alors dans le Haut-Rhin, et mort le 20 mai 1859 à Montebello (Italie).

## Biographie
Il est le neveu du général Georges Emmanuel Beuret (1772-1828), baron d'Empire, et le cousin du Vicomte Eugène Georges Jacques Beuret.
Après avoir fait partie de la 4e promotion de Saint-Cyrien entre 1821 et 1823, il participa à différentes campagnes dont le siège de Sébastopol lors de la Guerre de Crimée et fut tué à la tête de ses troupes dans les rues du village de Montebello pendant la campagne d'Italie de Napoléon III.
Il est mort sans avoir été marié.

## Hommages
- Il existe une rue, une place et un bar à son nom dans le 15e arrondissement de Paris.
- Un buste à son effigie se dresse à Larivière.
- On peut voir son portrait à Bologne, au musée civique du Risorgimento (it).